# Sophie Sköld
Sophie Sköld, född 1980, är verksam som översättare från tjeckiska och slovenska. Hon har i perioder bott och studerat i Tjeckien och Slovenien. 2009–2011 studerade hon vid Litterära översättarseminariet vid Södertörns högskola.
Hennes översättningar av poesi och essäer har vid flera tillfällen publicerats i kulturtidskrifterna Pequod, Lyrikvännen och Glänta.